# 가와타 슈헤이
가와타 슈헤이(일본어: 川田 修平, 1994년 4월 5일 ~ )는 일본의 축구 선수이다. 현재 J2리그의 도치기 SC에서 뛰고 있다.

## 구단 경력
그는 2013년부터 J리그의 오미야 아르디자, 도치기 SC, 후지에다 MYFC에서 뛰었다.